# Campeonato Baiano 2023
In 2023 werd het 119de Campeonato Baiano gespeeld voor voetbalclubs uit de Braziliaanse staat Bahia. De competitie werd gespeeld van 10 januari tot 9 april en werd georganiseerd door de FBF. Bahia behaalde zijn vijftigste titel. 

## Eerste fase
| Plaats | Club                | Wed. | W | G | V | Saldo | Ptn. |
| ------ | ------------------- | ---- | - | - | - | ----- | ---- |
| 1.     | Bahia               | 9    | 7 | 0 | 2 | 12:9  | 21   |
| 2.     | Jacuipense          | 9    | 5 | 2 | 2 | 13:9  | 17   |
| 3.     | Juazeirense         | 9    | 5 | 1 | 3 | 12:8  | 16   |
| 4.     | Itabuna             | 9    | 4 | 3 | 2 | 13:9  | 15   |
| 5.     | Bahia de Feira      | 9    | 3 | 4 | 2 | 13:10 | 13   |
| 6.     | Vitória             | 9    | 3 | 3 | 3 | 11:11 | 12   |
| 7.     | Barcelona           | 9    | 2 | 4 | 3 | 8:8   | 10   |
| 8.     | Atlético Alagoinhas | 9    | 2 | 3 | 4 | 8:8   | 9    |
| 9.     | Jacobinense         | 9    | 2 | 1 | 6 | 5:13  | 7    |
| 10.    | Doce Mel            | 9    | 0 | 3 | 6 | 3:13  | 3    |

|  | Gekwalificeerd voor tweede fase |
|  | Degradatie                      |

## Tweede fase
|  | halve finale | halve finale | halve finale | halve finale |  |            | finale | finale | finale | finale |
|  |              |              |              |              |  |            |        |        |        |        |
|  |              |              |              |              |  |            |        |        |        |        |
|  | Juazeirense  | 0            | 0            | 0            |  |            |        |        |        |        |
|  | Jacuipense   | 1            | 3            | 4            |  |            |        |        |        |        |
|  |              |              |              |              |  | Jacuipense | 1      | 0      | 1      |        |
|  |              |              |              |              |  | Bahia      | 1      | 3      | 4      |        |
|  | Itabuna      | 1            | 1            | 2            |  |            |        |        |        |        |
|  | Bahia        | 0            | 4            | 4            |  |            |        |        |        |        |

## Totaalstand
| Plaats | Club                | Wed. | W | G | V | Saldo | Ptn. |
| ------ | ------------------- | ---- | - | - | - | ----- | ---- |
| 1.     | Bahia               | 13   | 9 | 1 | 3 | 20:12 | 28   |
| 2.     | Jacuipense          | 13   | 7 | 3 | 3 | 18:13 | 24   |
| 3.     | Itabuna             | 11   | 5 | 3 | 3 | 15:13 | 18   |
| 4.     | Juazeirense         | 11   | 5 | 1 | 5 | 12:12 | 16   |
| 5.     | Bahia de Feira      | 9    | 3 | 4 | 2 | 13:10 | 13   |
| 6.     | Vitória             | 9    | 3 | 3 | 3 | 11:11 | 12   |
| 7.     | Barcelona           | 9    | 2 | 4 | 3 | 8:8   | 10   |
| 8.     | Atlético Alagoinhas | 9    | 2 | 3 | 4 | 8:8   | 9    |
| 9.     | Jacobinense         | 9    | 2 | 1 | 6 | 5:13  | 7    |
| 10.    | Doce Mel            | 9    | 0 | 3 | 6 | 3:13  | 3    |

|  | Kampioen, geplaatst voor de Copa do Brasil 2024 en Copa do Nordeste 2024                      |
|  | Vicekampioen, geplaatst voor de Copa do Brasil 2024, Copa do Nordeste 2024 en de Série D 2024 |
|  | Uitgeschakeld in halve finale, geplaatst voor Copa do Brasil 2024 en de Série D 2024          |
|  | Uitgeschakeld in halve finale, geplaatst voor de Série D 2024                                 |
|  | Degradatie                                                                                    |

## Kampioen
| Campeonato Baiano de 2023 |
| ------------------------- |
| BAHIA 50º Titel           |

1905 · 1906 · 1907 · 1908 · 1909 · 1910 · 1911 · 1912 · 1913 · 1914 · 1915 · 1916 · 1917 · 1918 · 1919 · 1920 · 1921 · 1922 · 1923 · 1924 · 1925 · 1926 · 1927 · 1928 · 1929 · 1930 · 1931 · 1932 · 1933 · 1934 · 1935 · 1936 · 1937 · 1938 · 1939 · 1940 · 1941 · 1942 · 1943 · 1944 · 1945 · 1946 · 1947 · 1948 · 1949 · 1950 · 1951 · 1952 · 1953 · 1954 · 1955 · 1956 · 1957 · 1958 · 1959 · 1960 · 1961 · 1962 · 1963 · 1964 · 1965 · 1966 · 1967 · 1968 · 1969 · 1970 · 1971 · 1972 · 1973 · 1974 · 1975 · 1976 · 1977 · 1978 · 1979 · 1980 · 1981 · 1982 · 1983 · 1984 · 1985 · 1986 · 1987 · 1988 · 1989 · 1990 · 1991 · 1992 · 1993 · 1994 · 1995 · 1996 · 1997 · 1998 · 1999 · 2000 · 2001 · 2002 · 2003 · 2004 · 2005 · 2006 · 2007 · 2008 · 2009 · 2010 · 2011 · 2012 · 2013 · 2014 · 2015 · 2016 · 2017 · 2018 · 2019 · 2020 · 2021 · 2022 · 2023 · 2024